# Задоволення гарантоване (оповідання)
«Задово́лення гаранто́ване» (англ. Satisfaction Guaranteed) — науково-фантастичне оповідання американського письменника Айзека Азімова, вперше вийшло друком 1951 року в часописі «Amazing Stories». Перевидавалося у збірках «На Землі достатньо місця» (1957), «Інше про роботів» (1964) та «Все про роботів» (1982).

## Сюжет
Робот TN3 (Тоні) сконструйований для робіт у домашньому господарстві. Випуском цього типу роботів «U.S. Robots and Mechanical Men, Inc.» намагається зламати людську недовіру, щоби роботи сприймалися як відповідальні та наполегливі працівники.
Тоні перебуває на тритижневій перевірці в родині Ларрі Белмона, одного з провідних працівників корпорації. Його соромлива жінка Клер спочатку лякається Тоні, але згодом між ними виникають товариські стосунки. Працюючи весь день (і потроху вночі), Тоні виконає всю домашню роботу, чим покращує думку Клер про себе. З часом Клер своєрідно закохується в такого приємного помічника, та є нещасною, що Тоні мусить повернутися до лабораторії.
У корпорації доходять до висновку, що ця серія роботів має бути перероблена таким чином, аби вони не розбивали сердець жінкам.